# Glaciar Eclipse
Glaciar Eclipse (en inglés: Eclipse Glacier) es un glaciar que fluye hacia el sudoeste en la parte norte de la Ensenada Jacobsen, en la costa sur de Georgia del Sur. Se llama así por la South Georgia Survey 1954-1955, dirigida por George Sutton.